# Alessandro (Oper)
Alessandro (HWV 21) ist eine Oper (Dramma per musica) in drei Akten von Georg Friedrich Händel. Die Uraufführung des Stückes war das erste Londoner Aufeinandertreffen der beiden berühmtesten Sängerinnen der Zeit: Francesca Cuzzoni und Faustina Bordoni.

## Entstehung

Das Sänger-Triumvirat
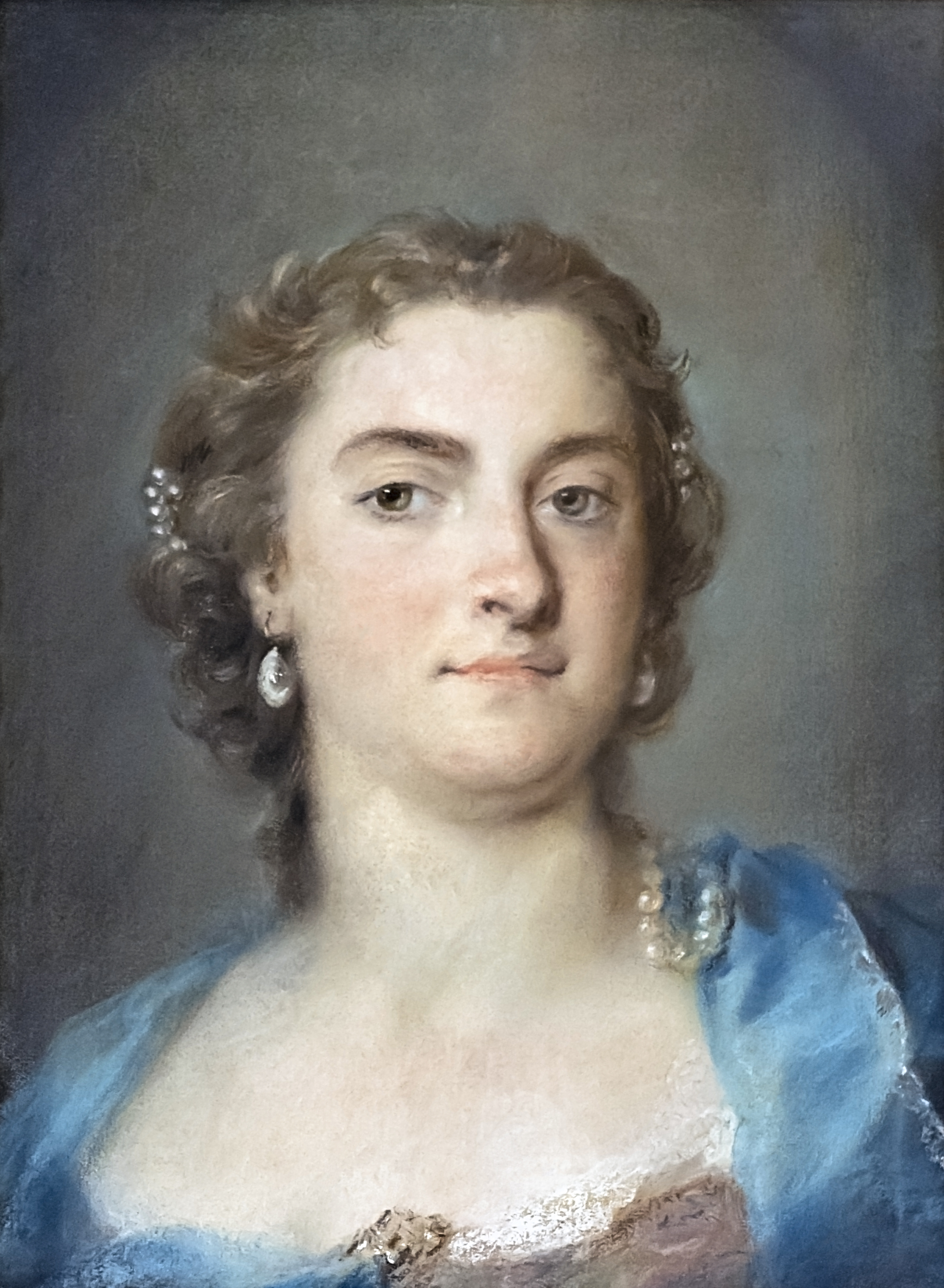
Faustina Bordoni (Rosalba Carriera)
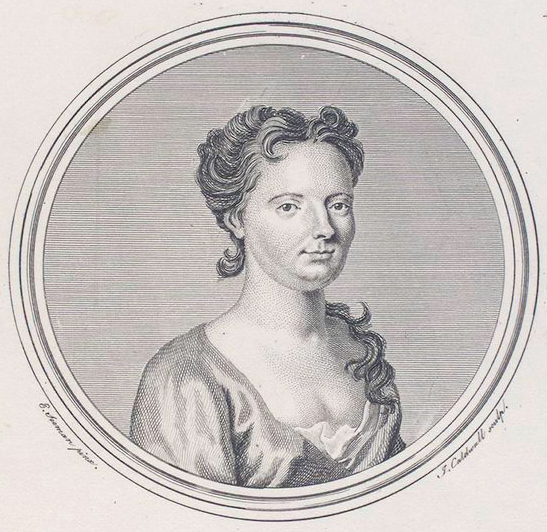
Francesca Cuzzoni (James Caldwall, nach Enoch Seeman)
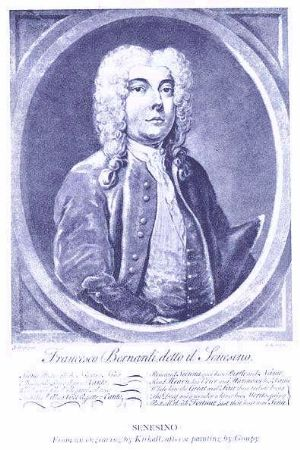
Francesco Bernardi, genannt „Senesino“ (unbekannt)

Im Herbst 1725 überschlugen sich die Meldungen in den Londoner Zeitungen über die bevorstehende Ankunft einer neuen italienischen Sopranistin:

“We hear that the Royal Academy [of] Musick, in the Hay Market, have contracted with famous Chauntess for 2500 l. who is coming over from Italy against the Winter.”

„Wie zu hören ist, hat die Königliche Musikakademie am Haymarket einen Vertrag mit einer berühmten Dame für 2500 £ gemacht, welche im Winter von Italien kommen wird.“

“Signiora Faustina, a famous Italian Lady, is coming over this Winter to rival Signiora Cuzzoni.”

„Signora Faustina, eine berühmte italienische Dame, wird in diesem Winter kommen, um Signora Cuzzoni Konkurrenz zu machen.“

Die Akademie hatte es in der Tat geschafft, die berühmte Faustina Bordoni zu engagieren. Händel machte sich im Herbst 1725 sofort an die Arbeit, eine Oper, Alessandro, für die neue Konstellation an seinem Hause zu schreiben, mit zwei Primadonnen (Bordoni, Cuzzoni) und einem Primo uomo (Senesino). Doch die Diva ließ sich unverschämt viel Zeit und kam vorerst nicht: Sei es, dass sie so lange um ihre Gage feilschte (sie erhielt letztendlich „nur“ 2000 £) oder andere Gründe vorlagen. Nach Winton Dean hatte sie im Winter noch ein Engagement in der Wiener Karnevalssaison.
Händel jedenfalls musste handeln, denn der Plan der neuen Spielzeit wollte trotzdem gefüllt sein. Am 30. November 1725 begann er die siebte Opernsaison der Royal Academy of Music zunächst mit einer Wiederaufnahme des Pasticcios L’Elpidia, ovvero Li rivali generosi. Die Musik der Arien war größtenteils von Leonardo Vinci. Es folgten Wiederaufnahmen seiner eigenen Opern Rodelinda und Ottone. Aber er brauchte auch dringend eine eigene neue Oper. Da sein regelmäßiger Mitarbeiter und Textdichter Nicola Francesco Haym nicht verfügbar war, wandte er sich an Paolo Antonio Rolli, der für ihn 1721 schon zwei Libretti (Il Muzio Scevola und Il Floridante) verfasst hatte. Die Not muss groß gewesen sein, denn eigentlich lagen Rolli und Händel im Streit. Aber Händel brauchte nun unbedingt ein Libretto, um die Zeit bis zur Ankunft der Bordoni zu überbrücken. Er ließ also die Arbeit am Alessandro liegen und vertonte im Februar 1726 innerhalb von drei Wochen das von Rolli erstellte neue Libretto Publio Cornelio Scipione. Etwa in der Zeit der ersten Aufführung des Scipione traf dann „La Nuova Sirena“ in London ein, und Händel nahm sich wieder des Alessandro an.
Diese Partitur zeigt eine sehr sorgfältige Ausarbeitung, vor allem im Hinblick auf die Gleichwertigkeit der beiden weiblichen Hauptpartien Rossane und Lisaura. So erhielten beide Rollen die gleiche Anzahl von Arien, beide sangen ein Duett mit Alessandro, in den sie beide verliebt waren, und hatten sogar ein gemeinsames Duett: Placa l’alma (Nr. 18), in dem jeder Sängerin genau der gleiche Anteil zufiel.
Sowohl stimmlich als auch vom Temperament und äußeren Erscheinungsbild her bildete die Faustina einen absoluten Kontrast zur Cuzzoni. Der englische Musikhistoriker Charles Burney, der als junger Mann selbst als Geiger und Bratscher in Händels Orchester spielte, berichtete:

“She in an manner invented a new kind of singing, by running divisions with a neatness and velocity which astonished all who heard her. She had the art of sustaining a note longer, in the opinion of the public, than any other singer, by taking her breath imperceptibly.”

„In gewisser Weise erfand sie eine neue Form des Gesangs, indem sie Läufe mit einer Präzision und Geschwindigkeit ausführte, welche jeden erstaunte, der sie hörte. Sie beherrschte die Kunst, den Ton, für die Ohren der Zuhörer, länger anzuhalten als jeder andere Sänger, indem sie unmerklich atmete.“

Zudem war sie abgesehen von ihrer äußerlichen Attraktivität auch eine hervorragende Schauspielerin, intelligent, gutmütig und dazu unverheiratet. (Erst im Alter von 33 Jahren, 1730, heiratete sie den deutschen Komponisten Johann Adolph Hasse und ließ sich mit ihm für fast dreißig Jahre in Dresden nieder.)
Erstes Unheil für das Opernunternehmen zog auf, als die Akademie am 18. März 1726 von den Mitgliedern erneut eine Notumlage in Höhe von 5 % erheben musste: Die finanzielle Lage wurde immer prekärer, und man setzte nun alle Hoffnungen auf das neue Sänger-Triumvirat.
Während die Vorstellungen des Scipione liefen, arbeitete Händel weiter an der Alessandro-Partitur und datierte das Autograph am Ende: „Fine dell Opera | 11 d’aprile 1726.“
Die erste Aufführung fand am 5. Mai im King’s Theatre am Haymarket statt. Die Oper war so erfolgreich, dass die übliche Zahl von zwei Vorstellungen pro Woche nicht ausreichte und sie dreimal gespielt werden musste. Insgesamt wurde sie innerhalb eines Monats an mindestens dreizehn Abenden gegeben. Owen Swiney berichtet, dass es möglicherweise noch vier oder fünf Aufführungen mehr in dieser Saison waren. Und von Lady Sarah Cowper wissen wir, dass kaum an Karten für die Vorstellungen zu kommen war, so groß war der Andrang.
Viele Jahre später berichtete Horace Walpole von einer Aufführung des Alessandro, in der Senesino

“[…] so far forgot himself in the heat of the conquest, as to stick his sword into one of the pasteboard stones of the wall of the town, and bore it in triumph before him […]”

„[…] sich in der Hitze des Gefechtes [der Belagerung Ossidracas] so weit vergaß, dass er sein Schwert in einen Stein aus Pappmaché der Stadtmauer stieß und ihn triumphal vor sich her trug […]“

Doch vielleicht war das Londoner Publikum von diesem ersten gemeinsamen Auftritt der beiden Sopranistinnen gewissermaßen auch enttäuscht: Was sie gesehen hatten, war kein Duell der beiden Diven, sondern ein höchst professioneller Auftritt der beiden Darstellerinnen, wobei jede mit ihrem eigenen Stil und ihren jeweiligen stimmlichen Vorzügen brilliert hatte. Trotz der in der Presse herbeigeredeten vermeintlichen Spannungen zwischen beiden hatten sie gemeinsam wieder mit großem Erfolg auf der Bühne gestanden, ohne ein Zeichen von Rivalität, wie schon früher in den Jahren 1718/19 in Venedig. Es bleibt im Dunkeln, welchen Anteil die Leitung der Akademie an der aufkeimenden Rivalität hatte oder ob sie zumindest das „Rauschen im Blätterwald“ wohlwollend zur Kenntnis nahm, denn schließlich förderte dieses nicht unerheblich den Kartenverkauf. Jedenfalls gibt es keine Belege für einen Ausgangspunkt, bei dem sich die beiden Frauen feindlich gesinnt gegenüberstanden.

### Libretto
Das Libretto stammt von Paolo Antonio Rolli und ist eine Bearbeitung von Ortensio Mauros La superbia d’Alessandro („Der hochmütige Alexander“), das dieser 1690 für den Hannoveraner Hof schrieb und das von Agostino Steffani vertont wurde. Es stützt sich auch auf die Bearbeitung dieser Vorlage durch die gleichen Autoren, Il zelo di Leonato, welche 1691 in Hannover im Spielplan stand. Durch Händels gute Kontakte zum königlichen Hof in London hatte er Zugang zu Steffanis Autograph, das eine Kombination beider Versionen war.
Von den beiden Librettisten, die während Händels Zeit an der Akademie für diese arbeiteten, war Haym eigentlich der bei weitem fähigere, aber diesmal musste Händel, wie schon beim Scipione, mit Rolli vorliebnehmen. Wie man an seinem späteren Libretto zu Händels Deidamia und Il Paradiso perduto, seiner Übersetzung von Miltons Paradise Lost, sehen kann, war er zwar auch ein durchaus fähiger Dichter, doch betrachtete er derartige Aufträge als billige Lohnschreiberei, wie er es zynisch in einem seiner satirischen Epigramme bemerkt, und gab sich dabei nicht sonderlich viel Mühe. Dabei hatte er im Falle des Alessandro mit dem Libretto Mauros sogar eine gute Vorlage. Obwohl er die Handlungsstränge im Großen und Ganzen erhielt, gehen in seiner Bearbeitung für Händel jedoch wichtige Details verloren. Oft bleibt es dadurch leider unklar, warum die Personen in eine bestimmte Richtung handeln. Bei Mauro ist Alessandro zwar genauso eitel, reizbar und gefühlskalt, doch seine Handlungsweisen sind zumindest konsequent. Beispielsweise sind Alessandros Annäherungsversuche an Lisaura hier rein politisch motiviert: schließlich braucht er die Freundschaft der Skyther. In Mauros Libretto ist auch Clito in Rossane verliebt, Rolli überträgt dies auf Cleone, einen sizilianischen Günstling Alessandros, auch wird Leonato bestraft, als er sich weigert, Alessandro als Sohn des Jupiter anzuerkennen, was bei Rolli nun Clito widerfährt. Der weitere Verlauf bei Mauro ist wie folgt: Als der Anführer der Verschwörer, Ermelao, ein Leibwächter des makedonischen Feldherrn, diesen schlechtgelaunt trifft und ihn auch noch um die schönste Sklavin bittet, wird er ausgepeitscht. Beleidigt schart er Clito und andere heimliche Feinde Alessandros um sich, um ein Attentat auf ihn vorzubereiten: Sie wollen eine im Krieg beschädigte Treppe über dem Tyrannen zum Einsturz bringen. Das vereinbarte Zeichen dafür gibt Alessandro ungewollt selbst, als er seinen Speer auf Clito zu werfen versucht. Doch kann er sich rechtzeitig vor dem Steinhagel in Sicherheit bringen. Sein Hochmut treibt auch Leonato in die Arme der Verschwörer. Schließlich stellt Tassile im dritten Akt den Verschwörern eine Falle, indem er vorgibt, auf ihrer Seite zu stehen. Er lockt sie auf eine Brücke, die er zerstören lässt, als sie darauf sind. Bis auf Leonato ertrinken alle im Ganges.
Rolli als Bearbeiter für Händels Opernbühne hatte nun drei Aufgaben, um die Vorlage den aktuellen Erfordernissen anzupassen. Zunächst musste er eine Figur streichen, da nur sieben Sänger zur Verfügung standen. Weiterhin mussten die Partien der beiden Prinzessinnen Rossane und Lisaura erweitert werden, um die beiden Primadonnen zufrieden zu stellen. Dies schließlich machte sich bei den übrigen, von Mauro meisterhaft gestalteten Rollen schmerzhaft bemerkbar, da nun fast jede daraus resultierende Kürzung der anderen Partien das Libretto verschlechterte. Rolli hätte lieber den nun auf ein Nichts reduzierten Cleone streichen sollen, anstatt auf Ermelao, den Anführer der Verschwörer, zu verzichten, denn dadurch erschließen sich wichtige Teile der Geschichte nicht. So ist nun überhaupt das erste Mal von einer Verschwörung die Rede, als die Treppe einstürzt. Alessandro folgert augenblicklich, dass Clito dafür verantwortlich sei. Und der sich erst im dritten Akt entwickelnde Aufruhr wird von diesem gar mit nur einem Wort erstickt.
Falls Rolli versucht haben sollte, die rigorosen Kürzungen bei den Nebenfiguren durch eine geschickte Rollengestaltung der beiden Primadonnen aufzufangen, so ist das gründlich misslungen: ihre Auf- und Abtritte wirken unmotiviert und haben keine dramaturgische Begründung. Die beiden eindrucksvollsten Szenen der Oper aber sind fast unveränderte Übernahmen aus Mauros Textbuch: Alessandros verwegener Einfall in Ossidraca, welcher seinen Soldaten den Weg ebnet, sowie die Gartenszene, in der Alessandro nacheinander beiden Prinzessinnen Anträge macht, die ihm jede ironisch mit den Worten beantwortet, die er zuvor an die andere gerichtet hatte. Ansonsten hat Rolli von Mauro nur kurze Abschnitte in den Rezitativen, drei Arientexte sowie den Chor Fra le guerre (Nr. 8), in dem Alessandro sein eigenes Loblied anstimmt, übernommen. Rollis einzig guter Griff war die Einfügung der beiden Duette Alessandros mit jeweils einer Prinzessin vor dem Schlusschor, zunächst mit Lisaura In generoso onor, dann mit Rossane Cara, la tua beltà (Nr. 42). Aber selbst das ist nicht sein Verdienst: der Text war von ihm als Rezitativ konzipiert, erst Händel machte Arien daraus.
Besetzung der Uraufführung:
- Alessandro – Francesco Bernardi, genannt „Senesino“ (Mezzosoprankastrat)
- Rossane – Faustina Bordoni (Sopran)
- Lisaura – Francesca Cuzzoni (Sopran)
- Tassile – Antonio Baldi (Altkastrat)
- Clito – Giuseppe Maria Boschi (Bass)
- Cleone – Anna Vicenza Dotti (Alt)
- Leonato – Luigi Antinori (Tenor)

Die Oper war ein großer Erfolg und wurde von Händel in der folgenden Spielzeit am 26. Dezember 1727 für eine Folge von mindestens vier Aufführungen wiederaufgenommen. Vielleicht waren es auch fünf mehr, aber die einzige Zeitung, die Opernaufführungen in dieser Zeit annoncierte, der Daily Courant, erschien in dieser Zeit für mehrere Wochen nicht. Noch einmal gab es sechs Vorstellungen in der sogenannten „zweiten Opernakademie“ ab 25. November 1732. Hierfür nahm Händel zahlreiche weitere Kürzungen vor: u. a. wurden nun auch die Partien des Leonato und des Cleone, aber auch etwa 250 weitere Rezitativzeilen gestrichen.
Bereits im November 1726 gelangte die Oper zweimal unter dem Titel Der hochmüthige Alexander an der Hamburger Oper am Gänsemarkt zur Aufführung. Die Arien wurden hier wie üblich auf Italienisch und die Rezitative auf Deutsch gesungen. Offenbar verwendete Christoph Gottlieb Wend beim Einrichten der Partitur die Rezitative aus Steffanis 1690er Hannoveraner Oper, die Gottlieb Fiedler 1695 ins Deutsche übertragen hatte. Er fügte Ballette und eine Arie aus Scipione ein, strich jedoch drei Arien aus der Alessandro-Partitur, vielleicht, weil sie ihm nicht zu Steffanis Rezitativen zu passen schienen. Die musikalische Leitung dieser Aufführungen hatte Georg Philipp Telemann.
Vermutlich unter der Leitung von Carl Heinrich Graun wurde eine Fassung als Der Hochmüthige Alexander am 17. August 1728 auch in Braunschweig aufgeführt. Die Einrichtung hatte wohl Georg Caspar Schürmann besorgt und dabei die Rivalität der beiden Hauptdarstellerinnen aus der Oper eliminiert. Einige Arien entfielen, dafür nahm Schürmann drei aus Mauros ursprünglichem Libretto, welche Händel nicht vertont hatte, mit eigenen Sätzen und andere Arien Händels hinein. Die Anzahl der Aufführungen ist nicht überliefert. Der Amateur-Lautenist Johann Friedrich Armand von Uffenbach berichtet in seinem Reisetagebuch, zwei Aufführungen besucht zu haben.
Auch in London wurde das Werk, diesmal unter dem Titel Rossane, noch zweimal inszeniert: Ab 15. November 1743 gab es bis 1744 sechzehn Aufführungen und ab 24. Februar 1747 drei offenbar im Zusammenhang stehende Produktionen mit insgesamt zwölf Vorstellungen bis 1748. Händel hatte sich da schon aus dem Opernbetrieb zurückgezogen und war nicht mehr persönlich beteiligt. Da er Lord Middlesex, zu der Zeit Manager des King’s Theatre, das Versprechen gegeben hatte, zwei neue Opern zu schreiben, sich dazu aber offenbar nicht in der Lage sah, lieh er sein Notenmaterial des Alessandro für diese Aufführungsserien aus. Giovanni Battista Lampugnani richtete die Partitur ein, beließ dabei nur zehn der ursprünglich 27 Arien aus der Originalpartitur in dieser Fassung und fügte dafür Arien aus anderen Händelopern sowie eine Version von Return, o God of Host’s aus Samson hinzu. Händels lebenslange Verehrerin und Nachbarin in der Brook-Street, Mary Delany, besuchte am 18. November 1743 eine dieser Vorstellungen und schrieb an ihre Schwester:

“I was at the opera of Alexander […] was infinitely better than any Italian opera; but it vexed me to hear some favourite songs mangled […]”

„Ich war in der Oper Alexander […] sie war unendlich viel besser als jede italienische Oper war, aber es ärgerte mich, einige [meiner] Lieblings-Arien so verstümmelt zu hören […]“

Alessandro wurde zu Händels Lebzeiten mehr als fünfzigmal aufgeführt, öfter als etliche seiner anerkannten Meisterwerke, ist aber seitdem nur selten zu Gehör gebracht worden. Die erste moderne Bühnenaufführung gab es am 8. März 1959 in der Dresdner Staatsoper in einer deutschen Textfassung von Jürgen Beythien und Eberhard Sprink und unter der musikalischen Leitung von Rudolf Neuhaus.
Die erste Darbietung des Stückes in historischer Aufführungspraxis war eine konzertante Aufführung am 5. Februar 1984 in der Alten Oper in Frankfurt am Main mit La Petite Bande unter Leitung von Sigiswald Kuijken.

## Handlung

### Historischer und literarischer Hintergrund

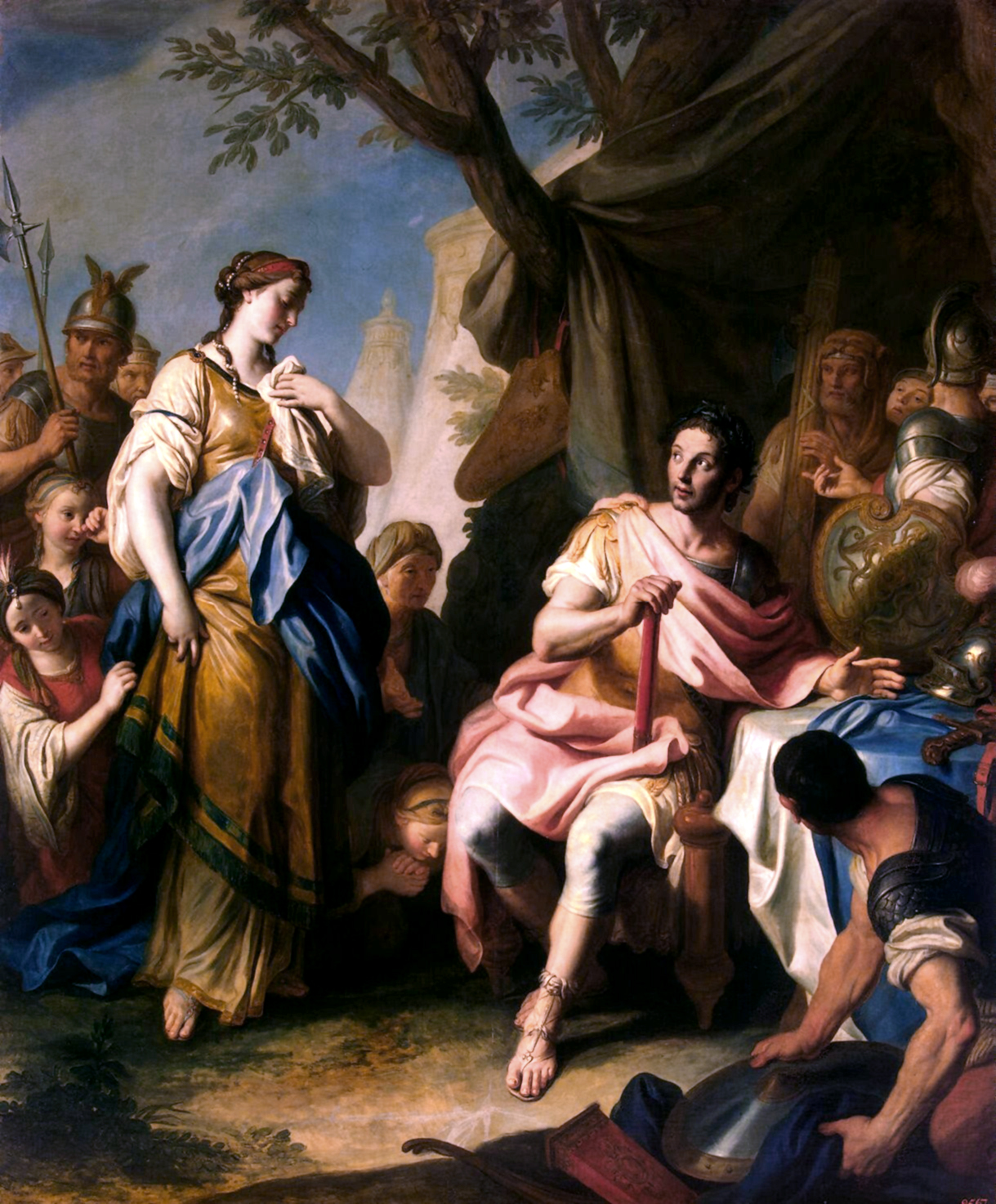
Alexander der Große und Roxane Pietro Antonio Rotari, 1756. Eremitage, Sankt Petersburg

Hintergrund der Handlung ist der Alexanderfeldzug, welcher zehn Jahre zwischen 334 und 324 v. Chr. dauerte und Alexander den Großen und sein Heer auch über Zentralasien nach Indien führte, was auch noch einmal Grundlage einer späteren Oper Händel sein sollte: Poro (1731). Dieser ist in gleich drei zeitnah an der Wende vom ersten zum zweiten nachchristlichen Jahrhundert entstandenen Schriften beschrieben worden: im 4. Buch der Anabasis des Lucius Flavius Arrianus, in Quintus Curtius Rufus’ achtem Buch der Historiae Alexandri Magni und in Plutarchs Bíoi parálleloi (Parallele Lebensbeschreibungen). Letztere war die Hauptquelle für das Libretto, der Mauro auch die Geschichte der Auseinandersetzung zwischen Alexander und Kleitos dem Schwarzen entnahm: Alexander hatte seinen treuen Freund und Lebensretter im Jahre 328 v. Chr. bei einem Gastmahl in Marakanda im Streit wutentbrannt mit einem Speer getötet. Als Schauplatz der Handlung wählte Mauro nach Curtius Rufus „Oppidum sudracarum“ (IX. Buch, Kap. 4), die Stadt der Oxydraker (Sidrach), einen heute nicht mehr lokalisierbaren Ort im östlichen Punjab, etwa im Mündungsgebietes des Hydaspes (heute Jhelum in den Akesines (heute Chanab).

### Erster Akt
Vor der Stadtmauer Sidrachs. Nach der Belagerung der Stadt ruft Alessandro zum Sturm auf diese auf. Er selbst wird dabei in vorderster Reihe kämpfen. Mit Clitos Hilfe fällt Sidrach, und Alessandro ist siegestrunken: Frà le stragi e frà le morte (Nr. 3).
Im Feldlager. Rossane und Lisaura treten aus ihrem Zelt und schauen bangend auf die Stadtmauer, da sie um das Leben Alessandros fürchten. Sie stellen fest, dass sie Rivalinnen um dessen Gunst sind. Beider Sorge wandelt sich in hoffnungsvolle Freude, als Tassile ihnen die Nachricht von der gewonnenen Schlacht überbringt. Seine eigene Siegesfreude wird getrübt durch die Erkenntnis, dass die von ihm geliebte Lisaura sich nur für Alessandro interessiert. Jedoch kann er seinen Nebenbuhler nicht hassen, da er ihm seinen Thron verdankt: Vibra, cortese Amor (Nr. 7).
In der Bresche. Alessandro feiert mit seinen Kampfgefährten an der durchbrochenen Verteidigungslinie die gewonnene Schlacht: Fra le guerre e le vittorie (Nr. 8). Freudig begrüßt er Rossane und Lisaura, doch eine glaubt sich vor der anderen benachteiligt. Während Alessandro der gekränkten Rossane nacheilt, fühlt sich Lisaura so gedemütigt, dass sie sich nun vornimmt, diesem Manne zu entsagen: No, più soffrir non voglio (Nr. 9).
Rossanes Gemach. Entmutigt zieht sich Rossane in ihr Gemach zurück. Doch Alessandro ist ihr gefolgt und gesteht ihr seine Liebe. Er beteuert, Lisaura entsagen zu wollen. Doch Rossane misstraut dieser vorschnellen Zusage: Un lusinghiero dolce pensiero (Nr. 12).
Tempel des Zeus. Alessandro lässt sich inmitten der Statuen des Zeus, des Hercules und seiner eigenen als Göttersohn huldigen. Während Cleone und Tassile dies eifrig tun, missfällt Clito, der einer der treuesten Feldherrn des Herrschers ist, diese Glorifizierung. Er verweigert Alessandro die Ehrerbietung, welche nur Zeus selbst zustehe. Alessandros Zorn ist so heftig, dass er den alten Fürsten zu Boden wirft. Die erschrockenen Frauen versuchen gemeinsam, den König mit Schmeicheleien zu beruhigen: Placa l’alma, quieta il petto! (Duetto Nr. 18). Das bringt ihn auf andere Gedanken. Um nun die Liebe beider Frauen genießen zu können, verkündet er eine Waffenruhe, um später wieder zu neuen Ruhmestaten aufzubrechen: Da un breve riposo, di stato amoroso (Nr. 19).

### Zweiter Akt
Ein einsamer Ort, umgeben von Hügeln. Rossane sehnt sich nach Alessandro und schläft dabei ein. Alessandro entdeckt sie, berauscht sich an der schlafenden Schönheit und will sich ihr zärtlich nähern. Dies wird allerdings von Lisaura beobachtet, die sehr eifersüchtig darüber ist. Als Alessandro sie entdeckt und Rossane wieder erwacht, verteilt er nun wechselseitig Komplimente, was seine Situation nicht einfacher macht. Wutentbrannt verlassen die Prinzessinnen ihn schließlich. Missgestimmt beklagt sich Alessandro, dass dem Weltenherrscher die Macht fehlt, über diese zwei Frauen zu verfügen: Vano amore, lusinga, diletto (Nr. 21). Lisaura glaubt ihre Befürchtung, von Alessandro doch nicht lassen zu können, bestätigt. Auch Tassiles aufrichtige Liebe zu ihr vermag sie nicht zu trösten: Che tirannia d’Amor (Nr. 24).
Zimmer. Enttäuscht von der Untreue Alessandros, ist Rossane entschlossen, ihre Freiheit wiederzubekommen. Als sie ihm bedeutet, dass der Vogel, der dem goldenen Käfig entronnen ist, freiwillig zu seinem Herrn zurückkehren wird (Alla sua gabbia d’oro, Nr. 25), gewährt er ihr diesen Wunsch. Nun kommt Lisaura, die nun ihre Chance kommen sieht. Doch muss sie enttäuscht feststellen, dass Alessandro bald wieder in die Schlacht ziehen will.
Thronsaal. Alessandro ehrt seine verdienstvollen Feldherren mit der Verteilung der eroberten Länder. Erneut fühlt sich Clito herausgefordert, als Alessandro ihn auffordert, ihm als Göttersohn zu huldigen, und verweigert seinem Feldherrn und König wieder jedwede göttergleiche Ehrerbietung. Alessandro geht wiederum wütend auf Clito los. Diese werden aber von Tassile getrennt, als der Baldachin über dem Thron von Verschwörern zum Einsturz gebracht wird. Seine Rettung erklärt Alessandro damit, dass sein Vater Zeus ihn beschützt habe. Er lässt Clito gefangen nehmen. Leonato überbringt die Nachricht vom erneuten Widerstand der Oxydraker. Rossane fürchtet um das Leben Alessandros und bekundet damit eindeutig ihre Liebe zu ihm. Beglückt über diese Erkenntnis, zieht Alessandro in den Kampf: Il cor mio, ch’è già per te (Nr. 29). Rossane wird auf ihn warten: Dica il falso, dica il vero (Nr. 30).

### Dritter Akt
Kerker. Der gefangene Clito sinniert über Wahrheitsliebe und Treue. Mit provozierender Ironie bewacht ihn Cleone. Als Leonato mit Bewaffneten erscheint, gelingt es ihm, Clito zu befreien. An seiner Stelle legt dieser Cleone in Ketten, der allerdings von seinen zurückkehrenden Soldaten wieder befreit wird. Er kocht vor Wut: Sarò qual vento (Nr. 32).
Garten. Trotz ihrer wiedererlangten Freiheit findet Rossane nicht die Kraft, von Alessandro zu lassen. Gemeinsam mit Lisaura beschließt sie aber, nunmehr Alessandro die Entscheidung selbst zu überlassen. Doch er hat bereits entschieden und tröstet Lisaura mit der Zusicherung, dass Tassile sie ja liebe. Lisaura nimmt von ihrer Liebe zu Alessandro Abschied: L’amor, che per te sento (Nr. 35). Tassile seinerseits ist froh, in Alessandro nicht mehr den Konkurrenten sehen zu müssen. Die herbeieilende Rossane berichtet, dass die Verschwörer, von Clito und Leonato angeführt, die Makedonier in Aufruhr versetzt haben. Alessandro und Rossane verabschieden sich voneinander: Pupille amate (Nr. 36) und Tempesta e calma (Nr. 37). Aber bald schon erscheint Tassile, der den Aufstand als niedergeschlagen meldet. Clito und Leonato legen die Waffen nieder. Eingedenk der Notwendigkeit des einheitlichen Handelns in weiteren Kriegen verzeiht Alessandro ihnen: Prove sono di grandezza (Nr. 39).
Tempel des Zeus. Alessandro besiegelt den Liebesbund mit Rossane; Lisaura verspricht er Freundschaft. Auch das Bündnis Tassiles mit Lisaura wird geschlossen. Die Liebenden besingen den glücklichen Ausgang: In generoso onor (Nr. 42).

## Musik

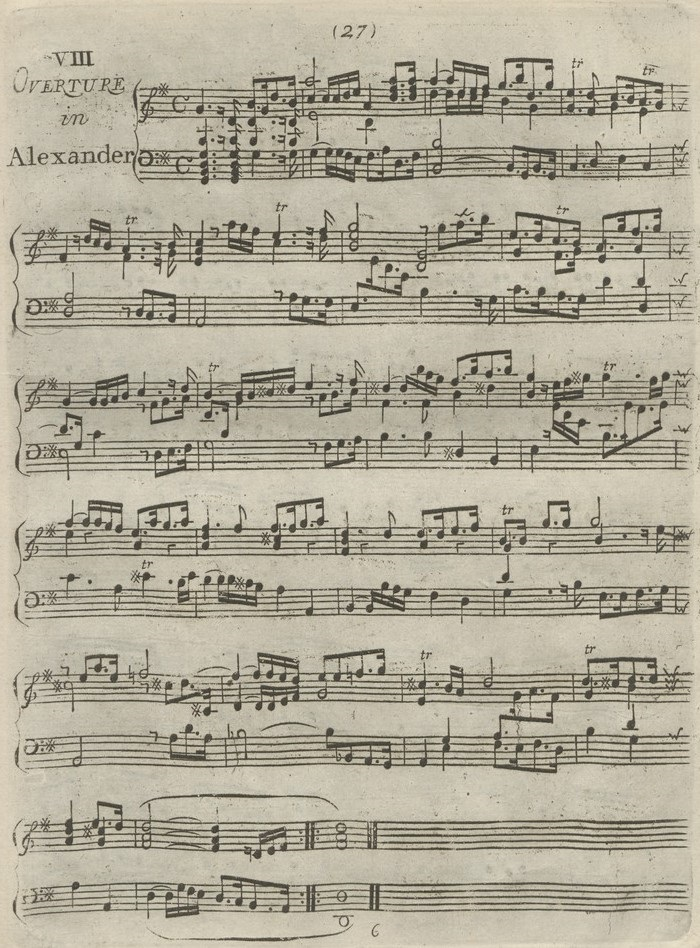
Beginn der Ouvertüre. Druck von John Walsh, London 1760

Das auffallendste Merkmal der Partitur ist die meisterhafte Gestaltung der Partien der drei Hauptfiguren. Dies überrascht wenig, wenn man die Entstehungsgeschichte der Oper betrachtet. Händel hatte diesmal seinen Fokus auf die Sänger gelegt und, mit Ausnahme der ersten und letzten Szenen und der herrlichen ersten Hälfte des zweiten Aktes, die Charakterzeichnungen oder den dramatischen Konflikt nicht so im Blick wie sonst, welcher dann auch weniger packend ist als bei ihm üblich. Senesino bekam acht Arien. Für die Faustina und die Cuzzoni schrieb Händel je sieben, und jede konnte noch in zwei Duetten singen. Die anderen vier Personen mussten sich die verbliebenen fünf Arien und ein kurzes Arioso teilen. Diese Verteilung bringt die Oper musikalisch und dramatisch bedrohlich aus dem Gleichgewicht. Ein Großteil der Arien sind spektakuläre Bravourstücke, in denen die Sänger mit den im Unisono geführten Violinen virtuos wetteifern. Höchst ungewöhnlich für Händel ist, dass bis auf einige langsame Ariosi jeweils zu Beginn der letzten beiden Akte und die erst später eingefügte Arie L’armi implora die ganze Oper nur eine einzige Arie enthält, welche langsamer als Andante ist: Lisauras Che tirannia d’Amor (Nr. 24) ist allerdings auch meisterhaft gelungen und übertrifft die meisten der Händel’schen Siciliani in der Feinheit ihrer Harmonie und Textur.
Die Notwendigkeit, zwei anspruchsvolle Primadonnen mit Rollen vergleichbar in Länge, Qualität und Schwierigkeitsgrad zu versorgen, war für Händel eine besondere Herausforderung, der er sich offensichtlich mit Hingabe widmete. Die Fähigkeiten der Cuzzoni waren ihm vertraut. Zwei Stellen verdeutlichen auch seine Aufmerksamkeit für die Faustina. Ihre Stimme war berühmt für ihr gewaltiges „A“, also gab er ihr zwei Arien und ein Duett, in dem diese Note die Tonika, und eine weitere, in der sie die Dominante ist. Faustina hatte in Venedig in Opern von Leonardo Vinci und Giuseppe Maria Orlandini gesungen. Händel wusste das, hatte er doch im Jahr zuvor einige dieser venezianischen Arien in sein Pasticcio L‘Elpidia übernommen. Brilla nell’alma (Nr. 34a) ist eine der frühesten Arien, in denen er zeigte, dass er diesen neuen Kompositionsstil mit seinen Trommelbässen, seiner homophonen, akkordischen Begleitung und dem fehlenden Kontrapunkt vollständig beherrschte, wie er besonders von Vinci repräsentiert wurde. Händel führt die beiden Prinzessinnen am Beginn in der ungewöhnlichen Form eines Duettes im Accompagnato-Rezitativ ein, wobei er Rossanes Partie ungeachtet der Tatsache, dass ihre Tessitur in der Regel einen Ton tiefer liegt, im oberen Notensystem notiert. Zwei weitere derartige Rezitative gibt es in der Schlussszene, wobei sich die Primadonnen mit der Oberstimme abwechseln. Hatte eine von ihnen gerade eine brillante Arie gesungen, so kam kurz darauf die andere zum Zuge, was zweifellos schon vom Textbuch her so vorbereitet war.
Faustina hatte besonders starke Momente in den Accompagnato-Rezitativen: Vilipese bellezze (Nr. 10) und Solitudini amate (Nr. 20) gehören zu den Höhepunkten der Oper. Jede Prinzessin musste am Schluss noch ein Duett mit Alessandro singen, obgleich ihn nur eine heiraten konnte: Hier gelang Händel ein großer Wurf, indem er die beiden Duette, ein Trio mit Alessandro und den Schlusschor in einem einzigen Finale zusammenfasste. Diese Teile sind durch ihre Themen miteinander verbunden und durch eine immer größer werdende Instrumentalbesetzung variiert: Begleiten zunächst Unisono-Violinen Lisauras Duett, kommen bei Rossane verschiedene Terzenkombinationen für Blockflöten und Violinen dazu. Im Trio steigen die Oboen ein, und den vollen Orchesterklang mit Hörnern und Trompeten gibt es dann im Schlusschor.
Im Großen und Ganzen sind die prächtigen Arien in Alessandro eindrucksvoll. In formaler Hinsicht besonders interessant ist die experimentelle Art und Weise, wie Händel hier Accompagnati und Ariosi einsetzt und damit den engen Rahmen der Opera seria für sich erweiterte. Schon die erste Szene verbindet Secco- und Accompagnato-Rezitative und zwei Sinfonien aus gleichem thematischem Material, wobei die zweite eine Erweiterung der ersten darstellt. Die letzte Szene des ersten Aktes hat einen vergleichbaren Ansatz: Hier greift Händel die Form der französischen Ouvertüre (am Beginn all seiner Opern üblich) auf: Zwischen die majestätische Einleitung und die Allegro-Fuge setzt er allerdings ein Secco-Rezitativ und beendet die Fuge abrupt, um sie in ein Accompagnato übergehen zu lassen. Das folgende Secco-Rezitativ enthält Unisono-Eskapaden des gesamten Streicherapparates, ohne aber die Form eines Accompagnatos anzunehmen. Abgeschlossen wird diese ungewöhnliche Sequenz von einem Duett beider Prinzessinnen, welches nur aus einem A-Teil besteht.
Garten- und Schlafszenen inspirierten Händel immer am meisten, was den Einfallsreichtum und seine Kreativität betrifft, wie wir es aus Agrippina, Publio Cornelio Scipione, Tolomeo, Serse und anderen Opern kennen. Der zweite Akt von Alessandro beginnt mit einer der schönsten solcher Szenen: Eine klangprächtige zehnstimmige Introduktion für zwei Blockflöten, zwei Oboen, Fagotte, drei Violinen, Viola und Bass leitet zu einem Accompagnato-Rezitativ mit einem thematisch verwandten, ruhigen Arioso über. Danach schläft Rossane auf der Dominante ein, und die Streicher führen die Musik mit sanften Klängen auf die Tonika zurück. Die folgende komische Szene ist ein Meisterwerk geballter Ironie und gipfelt in einer der schönsten Arien der Oper, Vano amore (Nr. 21), einem ungeheuer beeindruckenden Stück in abwechslungsreicher Instrumentation. Das kurz abgerissene und fast hochmütige Thema der Oboen und Geigen im „Andante, e staccato“ steht für den Stolz des beleidigten Herrschers, das wütende Aufbrausen der tiefen Violinen und Bratschen dagegen für sein Aufbegehren gegen die Schmach der Zurückweisung. Es folgt im B-Teil ein Presto. Hier wechseln Takt, Tempo und Tonart: Es beginnt ganz überraschend in c-Moll, wo man nach g-Moll eigentlich B-Dur erwarten sollte. Durch die Platzierung dieser ersten Da-capo-Arie des zweiten Aktes hinter einer instrumentalen Einleitung, einem Accompagnato-Rezitativ und nicht weniger als fünf Ariosi (die Wiederholungen eingeschlossen) verdoppelt sich ihre Wirkung. Gleich darauf erfolgt wiederum ein dramatischer Tonartwechsel vom g-Moll der Arie zum a-Moll des feinen, nur viertaktigen Ariosos der Lisaura (Tiranna passion, Nr. 22), das unerwartet auf einer abgebrochenen Rezitativ-Kadenz endet.
Es gibt viele solcher feinsinnigen Details. In der 5. Szene des zweiten Aktes entschließt sich Alessandro, der Liebe zu beiden Damen zu entsagen, da sie ihn lächerlich gemacht haben. Als Lisaura ihn auf einem Halbschluss in A-Dur zurück zu locken versucht, ruft Alessandro „No!“ auf einem F, wodurch die Arie in die Tonart F-Dur gerückt wird. Dieses „Nein!“ ist eine Zutat Händels und im Libretto nicht vorgesehen. Das Vorspiel zu Rossanes Arie Tempesta e calma (Nr. 37) beginnt quasi in der Mitte eines gewöhnlichen Vorspiels, und erst nach einigen Takten erkennt das Ohr die Tonika g-Moll. In der f-Moll-Arie Che tirannia d’Amor (Nr. 24) endet das Orchestervorspiel in C-Dur, also auf der Dominante, und der Einsatz der Stimme auf der Tonika kommt dann sehr überraschend. Händels Opern stecken voll derart überraschender Einfälle.
Bei der Wiederaufnahme im Jahre 1727 wurden die fünf Hauptrollen von der Besetzung der Uraufführung gesungen. Die Partien des Leonato und des Cleone wurden gestrichen, was auch 1732 so war, als Senesino als Einziger der ursprünglichen Besetzung übrig blieb. Hier sangen Anna Maria Strada del Pó die Rossane, Celeste Gismondi die Lisaura, die auf Hosenrollen spezialisierte Altistin Francesca Bertolli den Tassile und Antonio Montagnana den Clito. Tassiles Part, zu dem nun auch die Arie Si dolce lusingar (Nr. 34b) gehörte, wurde für die Bertolli ebenso höher transponiert wie für die Strada zumindest eine von Faustinas Arien. Wie es zu jener Zeit durchaus üblich war, kürzte Händel die Rezitative drastisch und verteilte das wenige, was von Leonatos und Cleones Rollen übrig blieb, auf die anderen Darsteller.

## Struktur der Oper
Ouverture. (2 Ob, Fg, Str, BC)

### Erster Akt
| Scena I    | Recitativo. Alessandro E tanto anco s’indugia                                                                 |
|            | 1. Sinfonia e Recitativo accompagnato. Alessandro, Leonato (Str, BC) Ossidraca superba                        |
| Scena II   | Recitativo. Leonato Oh smisurato ardire!                                                                      |
|            | 2. Sinfonia. (2 Ob, 2 Trp, Str, BC)                                                                           |
|            | Recitativo. Leonato, Alessandro Grazie all’eterno Giove                                                       |
|            | 3. Aria. Alessandro (Str, BC) Tra le stragi e tra le morti                                                    |
| Scena III  | 4. Recitativo accompagnato. Lisaura, Rossane (Ob, Str, BC) Che vidi! Che mirai?                               |
| Scena IV   | Recitativo. Lisaura, Rossane, Tassile Ecco Tassile                                                            |
|            | 5. Aria. Lisaura (2 Ob, Str, BC) Quanto dolce amor saria                                                      |
|            | Recitativo. Rossane Ne’trofei d’Alessandro                                                                    |
|            | 6. Aria. Rossane (Str, BC) Lusinghe più care                                                                  |
|            | Recitativo. Tassile Sventurato ch’io sono!                                                                    |
|            | 7. Aria. Tassile (Str, BC) Vibra, cortese amor                                                                |
| Scena V    | 8. Solo e Coro. Alessandro, Leonato, Cleone, Tassile, Clito (2 Ob, 2 Hr, Str, BC) Fra le guerre e le vittorie |
|            | Recitativo. Alessandro, Cleone Apprestasti, oh Cleone                                                         |
| Scena VI   | Recitativo. Alessandro, Cleone, Lisaura, Rossane, Tassile Dalla vittoria alla bellezza in braccio             |
|            | 9. Aria. Lisaura (2 Ob, 2 Fg, Str, BC) No, più soffrir non voglio                                             |
| Scena VII  | 10. Recitativo accompagnato. Rossane (Str, BC) Vilipese bellezze, lusinghe                                    |
|            | Recitativo. Alessandro, Rossane Pur ti ritrovo; e perchè mai partisti                                         |
|            | 11. Aria. Alessandro (2 Vl, BC) Men fedele, e men costante                                                    |
|            | Recitativo. Rossane Si, lusingando ei parla                                                                   |
|            | 12. Aria. Rossane (2 Vl, BC) Un lusinghiero dolce pensiero                                                    |
| Scena VIII | Recitativo. Clito, Cleone Tu, che Rossane adori                                                               |
|            | 13. Aria. Cleone (2 Vl, BC) Spesso suol bella tiranna                                                         |
|            | Recitativo. Clito, Leonato Amico Leonato                                                                      |
|            | 14a. Aria. Leonato (2 Vl, BC) Pregi son d’un alma grande                                                      |
|            | Recitativo. Clito Sempre del suo valor                                                                        |
|            | 15. Aria. Clito (Str, BC) A sprone, a fren leggiero un nobile destriero                                       |
| Scena IX   | 16. Sinfonia.v (2 Ob, Str, BC)                                                                                |
|            | Recitativo. Cleone Al magnanimo, al forte                                                                     |
|            | 17. Recitativo accompagnato. Alessandro (2 Ob, Str, BC) Primo motor delle superne sfere                       |
|            | Recitativo. Tassile, Cleone, Clito, Alessandro, Rossane, Lisaura Figlio del Re degl’immortali Numi            |
|            | 18. Duetto. Lisaura, Rossane (2 Ob, Str, Vc, BC) Placa l’alma, quieta il petto!                               |
|            | Recitativo. Alessandro Fra gli uomini e fra i Numi                                                            |
|            | 19. Aria. Alessandro (2 Ob, Str, BC) Da un breve riposo di stato amoroso                                      |

### Zweiter Akt
| Scena I    | 20. Recitativo accompagnato ed Arioso. Rossane (2 Fl, 2 Ob, Fg, Str, BC) Solitudini amate / Aure, fonti, ombre gradite                              |
| Scena II   | Recitativo ed Arioso. Alessandro, Lisaura, Rossane Eccola in preda al sono / Permettete ch’io vibaci / Piu non vuol gelosia / Superbette luci amate |
|            | 21. Aria. Alessandro (2 Ob, Fg, Str, BC) Vano amore, lusinga, diletto                                                                               |
| Scena III  | 22. Arioso e Recitativo. Lisaura (BC) Tiranna passion / Vedi, che ad altro oggetto                                                                  |
|            | Recitativo (e Duettino). Tassile, Lisaura (BC) Deh, Lisaura crudele / Amo, Spero, ne so perche                                                      |
|            | 23. Aria. Tassile (2 Fl, Str, BC) Sempre fido e disprezzato                                                                                         |
|            | Recitativo. Lisaura Pur troppo veggio |
|            | 24. Aria. Lisaura (Str, BC) Che tirannia d’Amor |
| Scena IV   | Recitativo. Rossane, Alessandro Qui aspetto l’incostante                                                                                            |
|            | 25. Aria. Rossane (Str, BC) Alla sua gabbia d’oro                                                                                                   |
|            | Recitativo. Alessandro Vince al fin la belta |
| Scena V    | Recitativo. Lisaura, Alessandro Vincitor generoso!                                                                                                  |
|            | 26. Aria. Alessandro (2 Vl, BC) No! Risolvo abbandonar la bella che mi sprezza                                                                      |
|            | Recitativo. Lisaura Finto sereno |
|            | 27. Aria. Lisaura (2 Vl, BC) La cervetta nei lacci avvolta                                                                                          |
| Scena VI   | 28. Sinfonia. (Str, BC) |
|            | Recitativo. Alessandro, Clito, Tassile, Cleone Dopo il sublime onor                                                                                 |
| Scena VII  | Recitativo. Rossane, Alessandro Oh Dei! che infausta nuova!                                                                                         |
| Scena VIII | Recitativo. Leonato, Alessandro, Rossane Sire, il popol gia vinto l’armi ripiglia                                                                   |
|            | 29. Aria. Alessandro (2 Ob, Str, BC) Il cor mio, ch’è già per te                                                                                    |
|            | Recitativo. Rossane Svanisci, oh reo timore |
|            | 30. Aria. Rossane (2 Ob, Str, BC) Dica il falso, dica il vero                                                                                       |

### Dritter Akt
| Scena I   | 31. Arioso. Clito (Fg, Str, BC) Sfortunato, è il mio valore                                                                                     |
|           | Recitativo. Clito, Cleone L’adulador s’appressa                                                                                                 |
| Scena II  | Recitativo. Leonato, Cleone, Clito Renditi o mori! E quale ardir?                                                                               |
|           | 32. Aria. Cleone (2 Ob, Str, BC) Sarò qual vento                                                                                                |
| Scena III | Recitativo. Lisaura, Rossane La resa liberta dunque, oh Rossane                                                                                 |
|           | 33. Aria. Lisaura (2 Vl, BC) Sì, m’è caro imitar quel bel fiore                                                                                 |
|           | Recitativo. Rossane Sento un’interno |
|           | 34a. Aria. Rossane (Str, BC) Brilla nell’alma un non inteso ancor                                                                               |
| Scena IV  | Recitativo. Lisaura, Alessandro Qual tormento crudel                                                                                            |
|           | 35. Aria. Lisaura (2 Ob, Str, BC) L’amor, che per te sento                                                                                      |
|           | Recitativo. Alessandro Si generoso affetto |
| Scena V   | Recitativo. Tassile, Alessandro, Rossane E qual fisso pensier                                                                                   |
|           | 36. Aria. Alessandro (Str, BC) Pupille amate, voi m’insegnate                                                                                   |
|           | Recitativo. Rossane Numi eterni |
|           | 37. Aria. Rossane (2 Vl, BC) Tempesta e calma sento nell’alma                                                                                   |
| Scena VI  | 38. Coro. (2 Ob, Str, BC) D’un fiero tiranno |
|           | Recitativo. Alessandro, Leonato, Clito, Tassile Chi osera traditore                                                                             |
|           | 39. Aria. Alessandro (2 Vl, BC) Prove sono di grandezza                                                                                         |
| Scena VII | 40. Recitativo accompagnato. Rossane, Lisaura (Str, BC) Spegni, oh supremo Regnator de’Numi                                                     |
|           | Recitativo. Tassile Al primo sguardo |
|           | 41. Recitativo accompagnato. Rossane, Lisaura (Str, BC) O sommo Giove                                                                           |
|           | Recitativo. Alessandro, Rossane, Tassile, Lisaura Si festigi il bel giorno                                                                      |
|           | 42. Duetto e Coro. Lisaura, Alessandro, Rossane (2 Fl, 2 Ob, 2 Trp, 2 Hr, Str, BC) In generoso onor / Cara, la tua belta / Amico arrida il ciel |

## Erfolg & Kritik
« On a dénié à Hændel le don du comique. C’est le connaître mal. Il était plein d’humour, et l’a souvent exprimé dans ses œuvres. Dans son premier opéra, Almira, le rôle de Tabarco est dans le style comique de Keiser et de Telemann. […] Le Polyphème d’Acis et Galatée a une ampleur superbe de bouffonnerie sauvage. Mais dès Agrippina, Hændel a pris à l’Italie sa fine ironie; et le style léger […] de Vinci et de Pergolesi avant la lettre, apparaît chez lui dès Teseo (1713). Radamisto, Rodelinda, Alessandro, Tolomeo, Partenope, Orlando, Atalanta en offrent de nombreux exemples. La scène d’Alexandre et de Roxane endormie, ou qui fait semblant de l’être, est une petite scène de comédie musicale. »

„Man hat Händel die Begabung fürs Komische abgesprochen; das heißt ihn schlecht kennen. Er war voller Humor und hat das in seinen Werken oft genug ausgedrückt. In Almira, seiner ersten Oper, ist die Rolle des Tabarco im komischen Stil von Keiser und Telemann gehalten […] Der Polyphem in Acis und Galatea ist eine wundervoll abgerundete Figur von wilder Lustigkeit. Von der Agrippina an aber holt sich Händel die feine Ironie in Italien. Der leichte Stil […] von Vinci und Pergolesi mit den kleinen kurzen Bewegungen und den gehackten Rhythmen erscheint bei ihm seit dem Teseo (1713), und später weisen Radamisto, Rodelinda, Alessandro, Tolomeo, Partenope, Orlando und Atalanta zahlreiche Beispiele dafür auf. Die Szene zwischen Alexander und der eingeschlafenen oder sich eingeschlafen stellenden Roxane ist eine kleine Szene, die der musikalischen Komödie zugehört.“

## Orchester
Zwei Blockflöten, zwei Oboen, Fagott, zwei Trompeten, zwei Hörner, Streicher, Basso continuo (Violoncello, Laute, Cembalo).

## Diskografie
- Deutsche Harmonia Mundi GD 77110 (1984): René Jacobs (Alessandro), Sophie Boulin (Rossane), Isabelle Poulenard (Lisaura), Jean Nirouët (Tassile), Stephen Varcoe (Clito), Ria Bollen (Cleone), Guy de Mey (Leonato)

La Petite Bande; Dir. Sigiswald Kuijken (172 min)
- Studios classique 100 303 (1989): Anita Terzian (Alessandro), Lola Watson (Rossane), Phoebe Atkinson (Lisaura), Perry Price (Tassile), Norman Anderson (Clito), Betty Jean Rieders (Cleone), Thomas Poole (Leonato)

Sinfonia Varsovia; Dir. Mieczyslaw Nowakoski (213 min)
- Pan Classics PC 10273 (2012): Lawrence Zazzo (Alessandro), Yetzabel Arias Fernández (Rossane), Raffaella Milanesi (Lisaura), Martín Oro (Tassile), Andrew Finden (Clito), Rebecca Raffell (Cleone), Sebastian Kohlhepp (Leonato)

Deutsche Händel-Solisten; Dir. Michael Form (190 min)
- Decca 4784699 (2012): Max Emanuel Cenčić (Alessandro), Julija Michailowna Leschnewa (Rossane), Karina Gauvin (Lisaura), Xavier Sabata (Tassile), In-Sung Sim (Clito), Wassili Koroschew (Cleone), Juan Sancho (Leonato)

Armonia Atenea; Dir. George Petrou (190 min)